# Faverelles
Faverelles é uma comuna francesa na região administrativa do Centro, no departamento Loiret. Estende-se por uma área de 19,11 km². Em 2010 a comuna tinha 157 habitantes (densidade: 8,2 hab./km²).